# رالف هارفي
رالف هارفي (بالإنجليزية: Ralph Harvey)‏ هو سياسي أمريكي، ولد في 9 أغسطس 1901 في الولايات المتحدة، وتوفي في 7 نوفمبر 1991 في نفس البلد. حزبياً، نشط في الحزب الجمهوري. وقد انتخب عضو المجلس المحلي ‏ ( – 1942) وانتخب عضو مجلس نواب إنديانا (1942 – 1947) وانتخب عضو مجلس النواب الأمريكي.